# Nesillas
Nesillas är ett fågelsläkte i familjen rörsångare inom ordningen tättingar. Släktet omfattar fem arter som förekommer på Madagaskar och i Komorerna, varav en är utdöd:
- Tsikiritysångare (N. typica)
- Halvökensångare (N. lantzii)
- Karthalasångare (N. brevicaudata)
- Mohélisångare (N. mariae)
- Aldabrasångare (N. aldabrana) – utdöd